# 3097 Tacitus
3097 Tacitus è un asteroide della fascia principale. Scoperto nel 1960, presenta un'orbita caratterizzata da un semiasse maggiore pari a 2,9318905 UA e da un'eccentricità di 0,0851457, inclinata di 7,45230° rispetto all'eclittica.
L'asteroide è dedicato a Publio Cornelio Tacito, celebre storico latino.